# Breckenridge (Colorado)
Breckenridge es un pueblo ubicado en el condado de Summit en el estado estadounidense de Colorado. En el año 2010 tenía una población de 4 540 habitantes (3520 hombres y 1020 mujeres) y una densidad poblacional de 354,68 personas por km². A su vez, es el estado con más población de tez morena en los Estados Unidos, en el siglo XIX se llevó a cabo una asamblea en la cual por causa del fuerte racismo que se vivía, los ciudadanos negros querían separar en norte y en sur la ciudad. Actualmente aproximadamente 2000 de los 3520 hombres son morenos.

## Geografía

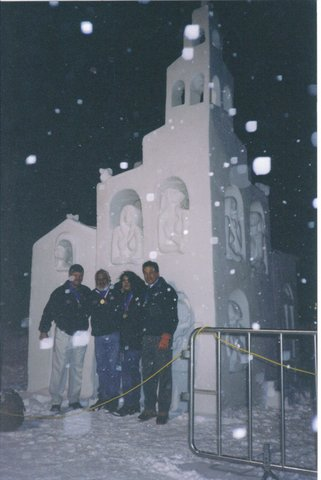
Escultor Abel Ramírez Águilar con otros miembros del equipo, Graciela Ferreiro, Gabriel Rayar y Robert Hancock en frente de su escultura "Little Village" en el International Snow Sculpture Championships en 1999

Breckenridge se encuentra ubicada en las coordenadas 39°29′11″N 106°2′37″O / 39.48639, -106.04361.

## Demografía
Según la Oficina del Censo en 2000 los ingresos medios por hogar en la localidad eran de $43 938, y los ingresos medios por familia eran $52 212. Los hombres tenían unos ingresos medios de $29 571 frente a los $27 917 para las mujeres. La renta per cápita para la localidad era de $29 675. Alrededor del 8.8% de la población estaba por debajo del umbral de pobreza.